# 메를로
메를로(프랑스어: Merlot)는 포도주용 포도 품종이다.
메를로는 카베르네 소비뇽(Cabernet-sauvignon)과 함께 대표적인 프랑스 서부 보르도 지역의 포도종이며 카베르네 쇼비뇽과 블랜딩되어  보르도 포도주의 등급별  아펠라시옹 도리진 콩트롤레(AOC,Appellation d'Origine Contrôlée)의 주류 원료로 사용된다. 주로 달고 상쾌한 맛을 자랑한다. 대다수의 음식과도 궁합이 좋아 와인애호가들 사이에선 무난하고 둥근 와인으로 평가받는다.

## 메를로 포도
|                 |                    |
| 메를로 포도송이 | 메를로 포도 잎사귀 |